# Lionheart: Legacy of the Crusader
Lionheart: Legacy of the Crusader — ролевая игра для PC, создана компанией Reflexive Entertainment и издана в 2003 году компанией Interplay. Русская версия подготовлена компанией «Нивал» и издана фирмой «1С» 24 сентября 2004 года.
Игра построена на ролевой системе S.P.E.C.I.A.L. использовавшейся ранее в играх Fallout и Fallout 2. Двухмерная графика с изометрическим видом от третьего лица (аналогично серии Diablo) воплощает альтернативный средневековый мир, в котором происходит действие. На протяжении игры герой может встретить множество исторических личностей и спасти Европу от нашествия демонов.

## Календарь событий игры
Lionheart: Legacy of the Crusader — это фэнтезийная игра, выполненная в духе жанра альтернативной истории, действие которой разворачивается в эпоху Позднего Ренессанса, а именно в конце XVI века. В мануале к игре содержится подробная хронология событий, приведшая в конечном итоге к миру, в котором оказывается игрок. Здесь можно привести краткий ход предшествующих непосредственной игре событий.

«Раскол не только впустил в мир магию, но и открыл наш мир для духов. Это была не „трещина“, а скорее ослабление границ, которые ограждали наш мир от многих и многих иных миров. И, хотя Раскол был краток, многие виды духов успели поселиться в нашем мире. Вскоре духи поняли, что они лишены здесь собственных тел и вынуждены вести симбиотическое или паразитическое существование в других объектах. Духи сливались с камнями и реками, деревьями и птицами, зверями и людьми. Не все духи были разумны, но некоторые проявляли чудеса ума. Некоторые старались помогать своему „хозяину“, другие же росли опухолью в его теле. И вся жизнь нашего мира стала связана с духами.

Изменений было так много, что говорить о них в этом кратком труде не имеет смысла. Некоторые земли были порчены обиталищами зла.»— запрещённая «История цивилизации», автор неизвестен
- 1188—1192 годы. Ричард Львиное Сердце ведёт Третий крестовый поход.
- 1192 год. Раскол (является аллюзией на Раскол). Поворотная точка в альтернативной истории. Объединение сил Ричарда и Саладина для ликвидации последствий раскола.
- 1194—1244 годы. Четвёртый крестовый поход против штормовых драконов.
- 1204 год. Последнее из землетрясений. Ирландия и Бретань затонули, Англия же распалась на 15 отдельных островов.
- 1215 год. Английские дворяне принудили короля Иоанна Безземельного подписать Великую хартию.
- 1231 год. Основание инквизиции.
- 1241 год. Великий хан Угэдэй перехитрил смерть и слился с падшим духом Вейчи, тем самым давая возможность Батыю завершить свою восточноевропейскую кампанию.
- 1243 год. Войска Запада после Четвёртого крестового похода выступают против монголов.
- 1249 год. Монголы входят в Италию, Святой престол перемещается в Испанию.
- 1250 год. Монгольские войска наконец-то начали отступление под давлением западных и восточных сил.
- 1251 год. Великий хан Угэдэй убит; Батый возвращается из европейского похода.
- 1269—1275 годы. Реконкиста против мятежных Посвящённых (Посвящённые являются аллюзией на Мальтийский Орден, который в альтернативном мире стал использовать еретическую магию.
- 1292 год. Марко Поло исчезает, не вернувшись на запад.
- 1316 год. Голод в Европе.
- 1347 год. В Италии начинается «Чёрная смерть». К 1351 году она распространяется по всей Европе.
- 1418—1449 годы. Пятый крестовый поход против некромантов.
- 1433 год. В Южной Франции убита Жанна д’Арк.
- 1449 год. Владыка Амонсил, последний из некромантов, убит в Каире. Пятый крестовый поход окончен.
- 1461—1464 годы. Шестой крестовый поход против падших духов.
- 1492—1493 годы. За первой экспедицией Колумба в Новый Свет следует вторая, но она не возвращается.
- 1521 год. В Теночтитлане разбиты войска Кортеса. Кончается век конкистадоров.
- 1555 год. Нострадамус завершает «Центурии» и объявляется еретиком.
- 1586 год. Убийство короля Филиппа II Испанского.
- 1587 год. Галилей схвачен инквизицией за еретическое использование магии.
- 1588 год. Испанская Армада готовится вторгнуться в Англию.

## Особенности игры

### Расы
Подлинные кошмары населили землю… и возникли новые расы людей. Четыреста лет спустя, когда пишется этот текст, известны четыре подробно описанные и хотя бы отчасти цивилизованные расы— запрещённая «История цивилизации», автор неизвестен
Чистокровки
Чистокровные люди ведут своё происхождение только от людей и ни от кого больше. Они и их предки остались не тронутыми Расколом и явившимися в мир духами. Характеристики у них средние. Они составляют большинство населения Европы и властвуют на основной части её территории.
Демоноиды
Кровь демоноидов испорчена демоническим духом. В них можно обнаружить признаки этого, однако порой им удаётся прятать свои рожки или заострённые уши от стороннего наблюдателя. У них большее сродство с магией, чем у чистокровных людей, но в этом смысле им далеко до сильванов.
Зверолюды
Всюду преследуемые зверолюды сродни по крови звериному духу. Черты нечеловеческого наследия у них довольно очевидны, но в виде компенсации им достались могучая сила и боевой талант. К тому же они обычно неплохо сопротивляются магии.
Сильваны
Сильваны породнились со стихийными духами. Они очень талантливы в магии, однако в физическом смысле обычно уступают прочим расам. Из-за их волшебной сущности сильванам очень трудно не быть замеченными среди чистокровных людей.
У всех рас, кроме чистокровных людей, есть расовые черты: это необычные признаки нечеловеческого родства, выделяющие эти существа среди людей.

### Фракции и группировки
Нижеописанные организации обладают основной властью в современной Барселоне (и в большей части Европы). Присоединение к одной из этих группировок жизненно важно для приключений героя в игре.
Инквизиция
Основанная в 1231 году для уничтожения духов, магии и ереси, инквизиция — воинствующий орден, несущий суровое и почитаемое правосудие в мир. Методы инквизиции крайне жёстки. Она позволяет себе без ограничений применять божественную магию для обнаружения и заточения всех, кто несёт в себе «порчу» магии. Арестованных пытают, часто казнят и уж точно никогда не выпускают на свободу.
Тамплиеры
Орден Льва — особый культ. Тамплиеры поклялись защищать святые реликвии Запада. Члены ордена происходят от тех рыцарей, что служили Ричарду Львиное Сердце. Изредка они дозволяют вступить в свои ряды чужакам, продемонстрировавшим несгибаемую веру и блестящие способности.
Орден Саладина
Этот почтенный орден происходит от легендарного вождя мусульман — Саладина, сражавшегося против Ричарда в битве за Акру. Воины-монахи ордена Саладина поклялись оберегать от злых сил святые реликвии Востока. В отличие от тамплиеров, рыцарям Саладина позволена магия. Хотя инквизиция и дрожит при мысли о магических силах, считая орден Саладина еретическим, но почитает древний договор и не пытается карать рыцарей.
Посвящённые
Те, кто верит, что магию надлежит использовать во благо человечества, известны как Посвящённые. Они собираются в тайных местах, помогают схваченным инквизицией магам спастись и готовят день, когда они вновь будут признаны в мире.
Тёмные Посвящённые
Те же, что и простые посвящённые, но с другими взглядами на использование магии (используя её в своих злобных целях).

## Саундтрек
Саундтрек к игре был написан выдающимся композитором компьютерных игр Иноном Зуром. Аранжировки вполне соответствуют духу исторической игры и очень удачно вписываются в её концепт. 

## Прочие факты
- При предзаказе игры на официальном сайте, на диске содержался бонусный материал, который открывал в игре один квест и одну дополнительную локацию.
- В игре присутствует разнообразный бестиарий, в котором содержатся как стандартные существа, так и оригинальные. Одним из часто встречающихся противников является водяной (Vodianoy), который представляет собой земноводное, плюющееся кислотой. Самые сильные противники (боссы) — это Дэвы, злые духи в восточной мифологии.
- Игра выходила в спешном порядке, так как издатель, компания Interplay Entertainment, стояла на грани банкротства, и старалась выпустить скорее все текущие проекты. Поэтому версия игры 1.0 содержала множество багов и несовместимостей.

## Локализация
Официально в России игра была локализирована фирмой Nival и издана фирмой 1С, почти спустя год после официального англоязычного релиза. Роли различных персонажей игры озвучивали в русской лицензионной версии профессиональные актёры, знакомые многим своими работами в других игровых, кино, радио и театральных проектах.

## Рецензии
| Сводный рейтинг                          | Сводный рейтинг     |
| Агрегатор                                | Оценка              |
| ---------------------------------------- | ------------------- |
| GameRankings                             | 63,31 %             |
| Metacritic                               | 57/100 (20 обзоров) |
| MobyRank                                 | 62/100              |
| Иноязычные издания                       |                     |
| Издание                                  | Оценка              |
| AllGame                                  | [ 4 ]               |
| GameSpot                                 | 6,5/10              |
| GameSpy                                  | [ 6 ]               |
| IGN                                      | 6,8/10              |
| Русскоязычные издания                    |                     |
| Издание                                  | Оценка              |
| Absolute Games                           | 30 %                |
| «Домашний ПК»                            | [ 9 ]               |
| «Игромания»                              | 8,5/10              |
| Награды                                  |                     |
| Издание                                  | Награда             |
| Орден журнала «Лучшие компьютерные игры» |                     |

### Мировой игровой прессы
Игра Lionheart: Legacy of the Crusader была принята критиками без особого энтузиазма. Однако игру хвалили за музыкальный саундтрек, названный «отличным», и работу актёров озвучивания.
Обозреватель GameSpot Грег Касавин отметил, что игра способствует созданию различных типов персонажа, существенное внимание уделено на заполненные монстрами области, что «вынуждает вас играть, ориентируясь на сражения». Он раскритиковал игру за попытку сочетать фирменный hack and slash стиль Diablo с более сложным подходом к диалогам.

### Российской игровой журналистики
Крупнейший российский портал игр Absolute Games поставил игре 30 %. Обозреватель отметил плохую игровую графику и скучный игровой процесс. Вердикт: «Нас волнует один вопрос: зачем целых две студии битых полтора года работали над этим убожеством? Чтобы продемонстрировать плачевное состояние дизайнерской мысли сотрудников Black Isle Studios и вселить ужас в тех, кто отчаянно ждёт третьего пришествия Fallout? В очередной раз доказать, что арканоид и RPG, — это две большие разницы? Составить достойную конкуренцию „шедеврам“ вроде Prince of Qin, „Князь 2“ и Gorasul?»
Журнал «Игромания» поставил игре 8.5 баллов из 10, сделав следующее заключение: «Возрождение ролевой легенды — Fallout — в фэнтези-окружении. Немного жаль, что блистательный сюжет не снабдили достойной графикой и более „умной“ ролевой системой, но это не повод пройти мимо одной из самых увлекательных в мире RPG.»

## Продолжение
Если судить по интервью разработчиков, они разрабатывали игру, держа в уме сиквел с новой графикой и боевой системой. Lionheart: Legacy of the Crusader рассматривалась ими как прежде всего дань уважения Diablo 2 в системе FALLOUT. Однако чем ближе была разработка оригинала к своему завершению, тем все накаленней была атмосфера в студии и в отношениях с издателем. В итоге игра всё-таки увидела свет, несмотря на огромные препятствия к выходу.
Игра ожидаемо провалилась в продажах в первую очередь из-за устаревшей минимум на 5 лет графики и негативных оценок рецензентов. Тем не менее по сей день на игровых форумах обсуждается возможность разработки сиквела. Но из-за неудачного маркетингового опыта с оригиналом, а также запутанных отношений права на вселенную Lionheart, вероятность начала проекта по разработке сиквела приближённо равна нулю.